# طواف الصين
طواف الصين (بالإنجليزية: Tour of China)‏ هو سباق دراجات هوائية،  من صنف سباق المرحلة ‏،  بدأ في 1995م في الصين.

## قائمة الفائزين

### طوافالصين
| السنة                      | الفائز                | الثاني              | الثالث             |
| -------------------------- | --------------------- | ------------------- | ------------------ |
| 1995                       | فياتشيسلاف يكيموف     | دانيلي نارديلو      | ستيف هيج           |
| 1996                       | مايكل أندرسون         | توماش بروزينا       | Jeff Evanshine ‏    |
| 1997-2001 سباقات دون منازع |                       |                     |                    |
| 2002                       | ماكوتو إيجيما         | مكسيم لجلينسكاي     | Tonton Susanto ‏    |
| 2003                       | يوشيوكي أبي           | يورغن فان دي وال    | Kazuyuki Manabe ‏   |
| 2004                       | كوجي فوكوشيما         | Shinichi Fukushima ‏ | Tomasz Kłoczko ‏    |
| 2005                       | Andrey Mizurov ‏       | Xiaohai Zheng‏       | Dawid Krupa ‏       |
| 2006-2009 سباقات دون منازع |                       |                     |                    |
| 2010                       | ديرك مولر             | دايفيد تانر         | Daniel Summerhill ‏ |
| 2011                       | Muradjan Khalmuratov ‏ | إيفان كوفاليف       | الكسندر سيروف      |

### طواف الصين I
| السنة | الفائز               | الثاني               | الثالث              |
| ----- | -------------------- | -------------------- | ------------------- |
| 2012  | مارتن بيدرسن         | ستيفان شوماخر        | مايكل راسموسن       |
| 2013  | كيريل بوزدنياكوف     | Constantino Zaballa ‏ | خوسيه غونكالفس      |
| 2014  | Kamil Gradek ‏        | Vitaliy Buts ‏        | Neil Van der Ploeg ‏ |
| 2015  | دانييلي كولي         | أولكسندر بوليفودا    | Stanislau Bazhkou ‏  |
| 2016  | Raffaello Bonusi ‏    | جوناس فينجارد        | ماوريسيو أورتيغا    |
| 2017  | Liam Bertazzo ‏       | جوزيف كوبر           | Siarhei Papok ‏      |
| 2018  | خوان سباستيان مولانو | داميانو سيما         | Jacopo Mosca ‏       |
| 2019  | جيروين مايرز         | Roy Eefting ‏         | Yauhen Sobal ‏       |

### طواف الصين II
| السنة | الفائز            | الثاني            | الثالث            |
| ----- | ----------------- | ----------------- | ----------------- |
| 2012  | ستيفان شوماخر     | جينين هوزينجا     | فيتالي بوبكوف     |
| 2013  | Alois Kaňkovský ‏  | Daniel Klemme ‏    | Unai Iparragirre ‏ |
| 2014  | Boris Shpilevsky ‏ | ميلان كادليك      | Kamil Gradek ‏     |
| 2015  | ماتيا جافازي      | نيكولا ماريني     | Boris Shpilevsky ‏ |
| 2016  | Marco Benfatto ‏   | ريكاردو ستاكليوتي | Luke Mudgway ‏     |
| 2017  | كيفن ريفيرا       | Mirko Trosino ‏    | ماوريسيو أورتيغا  |
| 2018  | اليخاندرو مارك    | أرتيوم أوفتشكين   | Kaden Groves ‏     |
| 2019  | Lü Xianjing ‏      | خوسيه فرناندس     | كيفن ريفيرا       |

## وصلات خارجية
- الموقع الرسمي